# Мина (оловка)
Мина је средишњи део оловке. Поседује је малтене сваки примерак ове писаљке, било да је у питању графитна оловка, патентара или дрвена бојица. Израз потиче од  , што је вероватно настало по угледу на лат. minerum у значењу рудна стена.

## Опште одлике
Мине су штапићастог облика и представљају писаћи материјал. Наиме, оне у себи садрже супстанце које касније остављају траг на папиру и другим подлогама за писање. Налазе се у великом броју алата за писање, као што су графитне и хемијске оловке, патентаре, дрвене бојице и свака друга писаљка која ради на овом принципу. Најчешће су саставни део оловке, као на пример графит и олово у случају графитне оловке или масних супстанци у случају дрвених боја.
Ипак, у случају хемијских и патент-оловака, посебно оних високог квалитета, мине су замењиве и купују се засебно. У хемијске се стављају мине које се састоје од пластичне или металне цеви која је испуњена мастилом. Оне се могу просути и уфлекати одећу и радну површину, па треба бити пажљив са њима. Што се тиче осталих, мекших врста мина, она су веома ломљиве ако се њима неправилно рукује. Уколико се поломи писаћи део патентаре, у оловку се ставља нови примерак. Ако се то деси на графитној оловци или дрвеним бојама, проблем се решава зарезачем, који смањи дужину мине, али је и значајно заоштри.
Општим информацијама о средишњем делу оловке свакако припадају и разлике међу артиклима различитих произвођача. Једна од њих јесте и дебљина мине. Тако у случају патент-оловака димензије обично износе 0,3mm, 0,5mm, 0,7mm или 0,9 mm (где је пола милиметара најчешће), док је 2mm дебљина мине испуњене мастилом или оне у графитним оловкама. Следећи је састав, а посебно садржина отровног олова. Оно се некад користило, а данас је избачено из употребе и замењено графитом.

## Историја
Истојира разноразних писаљки веома је дуга и неисцрпна. Свакојаке ствари служиле су за писање по камењу, папирусу и другим материјалима. Паралелно са њима, користиле су се и одговарајуће мине. И стари Римљани су користили својеврсну оловку са сржи, која би се могла повестити са савременом мином, а коју су називали стилос (лат. stylus). У питању је био веома танак штапић, понекад прављен од олова. Служио је за писање без мастила, а био је веома оштар како би се могао користити за писање по восковитим плочама. Други крај је био глађи и користио са за брисање исписаног текста.
Прву савремену мину представља алат из шеснаестог века. Наиме, рударима који су радили у руди графита у долини Бороудејл (енгл. Borrowdale) у Енглеској пало је на памер да графитни штапић ставе у дрвену опну. То им је пошло за руком и схватили су да су направили веома погодну писаљку. Међутим, мислили су да ископавају олово, те је руда названа Плумбаго (лат. plumbum — олово). Грешка је убрзо откривена, а овакве писаљке постале су веома популарне. Међутим, иако се сазнало да су рудари ископали графит, а не олово, у језику је грешка остала. Тако се мина на енглеском каже lead (лед — олово), а графитна оловка на немачком der Bleistift (блајштифт — оловна писаљка). Иста лингвистична неподударност постоји и у српском језику (оловка), али се недоумице отклањају додавањем придева „графитна“.
Метод који су искористили енглески рудари у осамнаестом веку је применио Немац Каспар Фабер, оснивач истоименог предузећа, чија су специјалност производи за писање и штампање и други канцеларијски материјали. Свој производ је направио од млевеног графита, сумпора и антимона, док је посебне методе примењивао за дрвене боје, које је такође дистрибуирао по Европи у првој половини двадесетог века. Овај метод он је патентирао 1795.

## Галерија
- схема оловке — мина је црни средишњи део
- два начина убацивања мине у графитну оловку
- патент држача оловки — у средини је мина
- мине намењене патент-оловкама (патентарама)
- провидна хемијска у којој је метална мина